# بيلي سميث (لاعب دوري الرغبي)
بيلي سميث (بالإنجليزية: Billy Smith)‏ هو لاعب دوري الرغبي أسترالي، ولد في 12 يوليو 1942 في فريمانتل في أستراليا.